# SERMIG
SERMIG ist der Sammelbegriff für eine römisch-katholische Vereinigung von Gläubigen und steht für „Servizio Missionario Giovani“ (deutsch: Jugendlich im Dienst der Mission oder Jugendmissionsdienst). Der Dienst wurde 1964 in Turin gegründet und in die vom Heiligen Stuhl anerkannten Liste für Vereine und Vereinigungen von Gläubigen aufgenommen. Weltweit gehören dem Jugendmissionsdienst 52 ordentliche und 176 außerordentliche Mitglieder an, die Zahl der ehrenamtlichen Helfer beläuft sich auf ungefähr 6.000 Aktivisten.

## Geschichte
Ernesto Olivero (* 1940) und dessen Frau versammeln zum ersten Mal in Turin eine Gruppe Jugendlicher. Mit den Missionaren der Diözese Turin beschlossen sie, der Missionsarbeit ehrenamtlich zu helfen und die Geistlichen bei ihrer Aufgabe  zu unterstützen. Der damalige Erzbischof von Turin Kardinal Michele Pellegrino (1903–1986) unterstützte dieses Projekt und gestaltete gemeinsam mit Giorgio La Pira (1904–1977) die Arbeitsgruppe zu einer geistlichen Gemeinschaft. 1983 übernahm die Gemeinschaft eine alte Waffenfabrik in Turin und gestaltet die Gebäude um, mit großem Engagement gelang es das „Arsenale della Pace“ und das „Casa della Speranza“ (deutsch: „Arsenal des Friedens und Haus der Hoffnung“) zu errichten. Seit 1997 ist SERMIG partnerschaftlich mit dem Kloster San Francesco in Assisi verbunden und fühlt sich dem geistigen  Erbe verpflichtet.

## Selbstverständnis
Das Herzstück von SERMIG bildet die Bruderschaft, die in kleinen Wohngemeinschaften von ehelosen und verheirateten Männern und Frauen leben und arbeiten. Sie bilden die aktiven Kontaktstellen zu den hilfsbedürftigen Menschen und pflegen eine Spiritualität im Geiste des Wortes Gottes. Der Lebensmittelpunkt wird durch das Gebet gestaltet, das Gebet wird als Hoffnung verstanden und in der Erwartung einer Art der Rückgabe praktiziert. Die ehelosen Gemeinschaften verfolgen ihre Ziele durch die Schaffung geeigneter Strukturen, Organisation von Friedensmissionen und der Durchführung von Schulungswochen. Einige Mitglieder wählen das geweihte Leben, sie leben nach den Evangelischen Räten und entscheiden sich für ein Leben, welches von der Muttergottes Maria inspiriert wird. 

## Werke
Die rund um die Uhr geöffneten Arsenale des Friedens und der Hoffnung, wie sich die Wohngemeinschaften auch nennen, sind Orte des Gebets und der Arbeit. Freiwillige verteilen Essen und versorgen Tag und Nacht Bedürftige. 1996 wurde in São Paulo das Arsenal der Hoffnung eröffnet, 2003 wurde in Amman das ökumenische Arsenal der Begegnung ins Leben gerufen. Das jüngste Werk ist die „Universität des Dialogs“, eine „Wander-Universität“, die den Namen des Kardinals François Xavier Nguyên Van Thuân erhielt und mit der Jugendliche zu Frieden und Gerechtigkeit erzogen werden sollen.

## Organisation und Ausweitung
Jährlich wird die Mitgliederversammlung einberufen, sie führt Rechenschaft über die Bruderschaft und nominiert den Rat. Der Rat der Bruderschaft ist das Leitungsgremium von SERMIG und besteht aus fünf bis sieben Mitglieder, hierzu gehören der Präsident, der Vizepräsident, der Schatzmeister und der Sekretär. Weiter hin gibt es einen Kirchlichen Assistenten, den Ältestenrat und einen Aufsichtsrat. Die Mitgliedschaft unterteilt sich in 52 ordentliche – die nach einer Schulung aufgenommen werden  und die Verantwortung übernehmen – und 176 außerordentliche Mitglieder. Hauptsitz des Präsidiums ist in Turin, von hier aus werden mehrere tausend Helfer eingesetzt.